# Vegyes 3 méteres szinkronugrás a 2022-es úszó-Európa-bajnokságon
A 2022-es úszó-Európa-bajnokságon a műugrás vegyes 3 méteres szinkronugrásának döntőjét augusztus 17-én délután rendezték meg a római Foro Italicóban.
A Lou Massenberg, Tina Punzel német kettős nyerte meg a vegyes párosok szinkronműugrását, míg a másodikok a britek lettek, a dobogó harmadik fokára pedig az olaszok állhattak fel.

## Versenynaptár
Az időpont(ok) helyi idő szerint olvashatóak (UTC +01:00):
| Dátum                       | Időpont | Forduló |
| --------------------------- | ------- | ------- |
| 2022. augusztus 17., szerda | 13:50   | Döntő   |

## Eredmény
| #  | Versenyző                               | Ország                   | Pontok | Pontok | Pontok | Pontok | Pontok | Pontok |
| #  | Versenyző                               | Ország                   | F1     | F2     | F3     | F4     | F5     | Össz.  |
| -- | --------------------------------------- | ------------------------ | ------ | ------ | ------ | ------ | ------ | ------ |
|    | Tina Punzel Lou Noel Guy Massenberg     | Németország (GER)        | 47,40  | 46,20  | 66,60  | 67,89  | 66,60  | 294,69 |
|    | Grace Reid James Heatly                 | Egyesült Királyság (GBR) | 45,00  | 45,60  | 65,70  | 67,50  | 66,96  | 290,76 |
|    | Chiara Pellacani Matteo Santoro         | Olaszország (ITA)        | 48,60  | 45,60  | 61,20  | 66,96  | 61,20  | 283,56 |
| 4. | Emilia Nilsson Garip Elias Petersen     | Svédország (SWE)         | 44,40  | 45,60  | 63,00  | 63,90  | 66,60  | 283,50 |
| 5. | Madeline Coquoz Guillaume Dutoit        | Svájc (SUI)              | 45,00  | 39,00  | 62,10  | 60,30  | 66,96  | 273,36 |
| 6. | Viktorija Keszar Sztaniszlav Olifercsik | Ukrajna (UKR)            | 45,00  | 42,00  | 57,60  | 60,30  | 64,17  | 269,07 |
| 7. | Rocío Velázquez Rodan Max Liñan Canela  | Spanyolország (ESP)      | 40,80  | 40,80  | 60,30  | 59,52  | 58,50  | 259,92 |
| 8. | Naïs Gillet Jules Bouyer                | Franciaország (FRA)      | 42,60  | 39,60  | 55,44  | 50,40  | 51,84  | 239,88 |